# 11. Międzynarodowy Festiwal Filmowy w Wenecji
11. Międzynarodowy Festiwal Filmowy w Wenecji odbył się w dniach 20 sierpnia – 10 września 1950 roku.
Jury pod przewodnictwem włoskiego krytyka filmowego Mario Gromo przyznało nagrodę główną festiwalu, Złotego Lwa, francuskiemu filmowi Sprawiedliwości stało się zadość w reżyserii André Cayatte'a.

## Członkowie jury

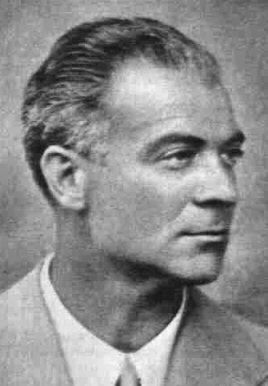
Przewodniczący jury konkursu głównego Mario Gromo

### Konkurs główny
- Mario Gromo, włoski krytyk filmowy − przewodniczący jury[2]
- Umbro Apollonio, włoski krytyk sztuki
- Antonio Baldini, włoski pisarz
- Ermanno Contini, włoski krytyk filmowy
- Piero Gadda Conti, włoski krytyk filmowy
- Arturo Lanocita, włoski krytyk filmowy
- Gian Luigi Rondi, włoski krytyk filmowy
- Turi Vasile, włoski scenarzysta i producent filmowy
- Adone Zecchi, włoski kompozytor